# جيمس ماكلوكين
جيمس ماكلوكين (بالإنجليزية: James McLoughlin)‏ هو كاهن كاثوليكي أيرلندي، ولد في 9 أبريل 1929 في غالواي في جمهورية أيرلندا، وتوفي بنفس المكان في 25 نوفمبر 2005.